# Лиме
Лиме́ (фр. Limé) — коммуна во Франции, находится в регионе Пикардия. Департамент коммуны — Эна. Входит в состав кантона Фер-ан-Тарденуа. Округ коммуны — Суасон.
Код INSEE коммуны — 02432.

## Население
Население коммуны на 2010 год составляло 188 человек.
| 1962 | 1968 | 1975 | 1982 | 1990 | 1999 | 2010 |
| ---- | ---- | ---- | ---- | ---- | ---- | ---- |
| 218  | 219  | 178  | 141  | 155  | 153  | 188  |

## Экономика
В 2010 году среди 111 человек трудоспособного возраста (15—64 лет) 80 были экономически активными, 31 — неактивными (показатель активности — 72,1 %, в 1999 году было 64,6 %). Из 80 активных жителей работали 71 человек (37 мужчин и 34 женщины), безработных было 9 (5 мужчин и 4 женщины). Среди 31 неактивных 8 человек были учениками или студентами, 12 — пенсионерами, 11 были неактивными по другим причинам.